# Platanenhof
De Platanenhof is een voormalig katholiek weeshuis tussen de Lauriergracht en de Elandsstraat te Amsterdam. Het eerste deel van het complex kwam gereed in 1686. Het is ontworpen door de 17e-eeuwse architect Steven Vennecool. De naam Platanenhof kreeg het complex pas in 1971, genoemd naar de tien bomen die op de binnenplaats staan. Het werd op 28 april 1970 ingeschreven in het monumentenregister (die datum is waarschijnlijk de vroegste datum van administratieve invoer).

## Geschiedenis
Ondanks de weerstand tegen het katholicisme in de Gouden Eeuw, wisten katholieken rond 1684 geld in te zamelen voor de bouw van een jongensweeshuis. Voor katholieke meisjes was er al een onderkomen aan het Spui, dat later zou uitgroeien tot het Maagdenhuis. Maar jongens moesten tot die tijd worden ondergebracht bij particulieren. Op de restanten van een houten woonhuis uit 1550 werd aan de Lauriergracht in de Jordaan een gebouw opgetrokken, waarvan het eerste gedeelte in 1686 als weeshuis voor jongens in gebruik werd genomen. Architect Steven Vennecool, koos daarbij voor een strak ontwerp in navolging van Adriaan Dortsman. In 1705 kwam het hoofdgebouw aan de Elandsstraat klaar, en rond 1790 werd het complex verder uitgebreid. In 1883 werd het laatste gedeelte afgebouwd.

## Bestemmingen
Het gebouw heeft tot 1954 zijn functie als weeshuis behouden. Daarna werd het een opvanghuis voor voogdijkinderen, zowel voor jongens als meisjes, waarbij de voorwaarde van katholieke gezindheid werd losgelaten. In 1971 werd er het sociotherapeutisch centrum 'De Triangel' in gevestigd, dat in 1992 naar een andere locatie moest verhuizen omdat niet meer voldaan werd aan de eisen voor een dergelijke instelling. Van 1992 tot 1997 werd het complex gerenoveerd en gerestaureerd. Sindsdien is het gebouw in gebruik als appartementencomplex met 22 huurwoningen, een jeugdtheater en een kinderdagverblijf.

## Gangensysteem
Onder het complex bevindt zich een gangensysteem, waarvan men vermoedde dat dit het weeshuis met de voormalige kloosters in de omgeving verbond. Tijdens de oorlog werden er wapens voor het verzet verborgen. Sommigen achten het waarschijnlijker dat het om een stelsel van waterkelders gaat.